# Kugutsu
kugutsu (marionestista o titiritero, japonés: 傀儡) es el primer nombre escrito con el que aparecen nombrados los marionetistas en el Japón del siglo VIII. Se trataba de personas que recorrían el país sobreviviendo de la caza y eran considerados hinin, sin casta. A diferencia del teatro bunraku de la actualidad, estos manipuladores de marionetas se mostraban a su público.